# Caularis zikani
Caularis zikani är en fjärilsart som beskrevs av William Schaus 1933. Caularis zikani ingår i släktet Caularis och familjen nattflyn. Inga underarter finns listade i Catalogue of Life.